# 島田文郎
島田 文郎（しまだ ぶんろう、1908年4月23日 - 没年不詳）は、日本の俳優である。本名は島田 保三（しまだ やすぞう）。旧芸名は島田 冨美郎（しまだ ふみお）。

## 来歴・人物
1908年（明治41年）4月23日、新潟県に生まれる。
1924年（大正13年）、日本映画俳優学校に3期生として入学。同期には小林重四郎（1909年 - 1996年）がいた。1926年（大正15年）、同学校卒業と同時に東亜キネマ甲陽撮影所に入社、島田冨美郎を名乗って、翌1927年（昭和2年）1月9日に公開された印南弘監督映画『黄金の弾丸』などに出演するも芽が出ず、間も無く島田文郎と改称して日活太秦撮影所に移籍する。以後、1929年（昭和4年）4月12日に公開された由川正和監督映画『大前田道中記』など多くの時代劇に脇役出演したほか、片岡千恵蔵プロダクションの作品にも積極的に出演した。
1934年（昭和4年）、大都映画に移籍して現代劇に転向、同年に新興キネマへ去った由利健次（1902年 - 没年不詳）の後釜として、主演俳優として活躍した。ところが、1935年（昭和10年）10月1日に公開された吉村操監督映画『明治五人女』以降の出演作品が見当たらず、以後の消息は不明である。トーキー作品への出演は1作もなく、出演作品はすべてサイレント映画であった。没年不詳。

## 出演作品
1931年
- 殉教血史 日本二十六聖人

1934年
- 微笑む友情
- 新撰組悲歌